# 사운드 마스킹
사운드 마스킹(sound masking)은 어떤 소리, 특히 사람의 말소리를 인식하지 못하게 하기 위해 다른 소리를 내는 기술을 말한다. 인간이 소리를 인식하는 과정을 이용한다.
사운드 마스킹은 미러 이미지 (Mirror Image, 역상)을 이용해 소리를 상쇄시키는 노이즈 캔슬레이션 (Noise Cancelation)과는 다른 기술이다.
우리의 뇌는 동시에 들리는 여러 소리 중 가장 큰 소리만을 인식한다. 또한 비슷한 크기의 소리가 있을 때에는 낮은 주파수의 소리를 더 잘 인식한다. 이는 MP3를 만드는 기본 방식 중 중요한 하나이다. 이와 달리 시차적인 마스킹 역시 존재한다. 큰 소리를 들은 직후에는 그 소리보다 작은 소리들을 순간적으로 인식하지 못하는 것도 인간이 소리를 인식하는 특징 중 하나이다.

## 일상 생활에서의 사운드 마스킹
TV를 보면서 선풍기를 켜면 TV의 소리가 잘 들리지 않는다. 선풍기의 모터 소리와 바람 소리가 방해하기 때문이다.
비가 오는 날은 조용하게 느껴진다. 빗소리가 다른 잡음을 잘 들리지 않게 하기 때문이다.

## 사운드 마스킹의 활용
의도적으로 대역 잡음을 발생시켜 다른 소리를 듣기 어렵게 만드는 방법이 사용되고 있다. 도청 방지나 약한 수준의 소음 제어가 대표적이다.
강한 수준의 소음 제어는 노이즈 캔슬레이션으로 대표될 수 있으며, 이를 사용할 경우 일반적인 대화조차도 불가능하게 하는 기술이 빠르게 발전하고 있다. 저렴하고 처리 속도가 빠른 DSP 프로세서를 이용해 실시간으로 발생하는 소리의 주파수와 크기를 측정해 그 역상을 만드는 방법이다.
사운드 마스킹에 이용되는 대역 잡음은 화이트 노이즈(White Noise)로 통칭되고 있지만, 엄밀하게는 화이트 노이즈, 핑크 노이즈 그 외에 우리의 음성 패턴에 부합하는 맞춤형 노이즈, 이 3가지로 볼 수 있다.

## 같이 보기
- 청각 마스킹